# Austrocarabodes incrustatus
Austrocarabodes incrustatus är en kvalsterart som först beskrevs av Wallwork 1977.  Austrocarabodes incrustatus ingår i släktet Austrocarabodes och familjen Carabodidae. Inga underarter finns listade.